# Digama
Digama (starogrško δίγαμμα; velika črka Ϝ, mala črka ϝ) je starinska grška črka, ki ni vključena v standardno grško abecedo. Ime digama pomeni dvojna gama – zaradi oblike. Prvotno se je črka Ϝ imenovala starogrško ϝαῦ (beri waw) in se je izgovarjala kot dvoustnični v (w). Ta glas so poznala le nekatera starejša grška narečja. 
Črka digama se je razvila iz feničanske črke vav (). Iz črke digama je nastala latinična črka F. V prvotni grški abecedi je črka Ϝ (digama) sledila črki Ε (epsilon), zato tudi v latinici F sledi črki E.
Črka Ϝ je nastopala tudi v grških številkah in tudi tam je po vrednosti sledila črki Ε (Ε = 5, Ϝ = 6). Pozneje so Grki začeli pisati število 6 s črko stigma (Ϛ), ki je ligatura črk sigma (Σ) in tau (Τ). V današnjih dneh Grki pišejo število 6 kot ΣΤ.

## Pomeni
- V matematiki obstaja funkcija digama, ki pa se bolj pogosto označuje s črko ψ:

{\displaystyle \digamma (x)=\psi (x)={\frac {d}{dx}}\ln {\Gamma (x)}={\frac {\Gamma '(x)}{\Gamma (x)}}\!\,.}

### Unicode
|                | Velika črka Ϝ            | mala črka ϝ            |
| -------------- | ------------------------ | ---------------------- |
| Unicode UTF-16 | U+03DC                   | U+03DE                 |
| Ime Unicode    | Velika grška črka digama | Mala grška črka digama |
| Koda HTML      | &#988;                   | &#989;                 |
| Enota HTML     |                          |                        |